# Red Hat Linux
Red Hat Linux [ɹɛd hæt ˈlinʊks] (RHL) war für mehrere Jahre eine der bekanntesten Linux-Distributionen. Sie wurde von der Firma Red Hat zusammengestellt. Im September 2003 wurde sie eingestellt und ging im Fedora-Projekt und in Red Hat Enterprise Linux auf. Als direkter Nachfolger ist Fedora anzusehen, welches seine erste Version auf der Basis von Red Hat Linux 9 entwickelte.

## Geschichte der Distribution
Die Version 1.0 wurde am 3. November 1994 veröffentlicht. RHL ist damit nicht ganz so alt wie Slackware, jedoch älter als die meisten anderen Distributionen. Für RHL wurde das RPM-Paketformat entwickelt, das heute neben dem DEB-Paketformat von den meisten kommerziellen Distributionen zur Verteilung von Softwarepaketen verwendet wird. Verschiedene andere Distributionen begannen ihre Geschichte ursprünglich als Zweig von Red Hat Linux, so z. B. das desktoporientierte Mandriva Linux (ursprünglich nicht mehr als ein „Red Hat Linux mit KDE“), Yellow Dog Linux (eigentlich ein „Red Hat Linux mit PowerPC-Unterstützung“), Red Flag Linux, Aurox Linux oder ASPLinux.
Red Hat Linux wurde traditionell ausschließlich innerhalb von Red Hat entwickelt, das einzige Feedback von Benutzern waren deren Bug-Reports oder Beiträge zu den enthaltenen Open-Source-Softwarepaketen. Dies änderte sich am 22. September 2003, als Red Hat seine Privatkunden-Aktivitäten und damit Red Hat Linux in das communitybasierte Fedora-Projekt einbrachte. Dieser Schritt legte die Grundlage für ein offenes, eng mit der Community verzahntes Entwicklungsmodell einer neuen Distribution, die zukünftig die Basis der weiteren Produkte von Red Hat darstellen wird. Dabei wurde gleichzeitig beschlossen, nur noch eine Enterprise-Version der kommerziellen Distribution anzubieten und Red Hat Linux zugunsten von Red Hat Enterprise Linux auf der einen und Fedora auf der anderen Seite einzustellen.

## Besonderheiten der Distribution

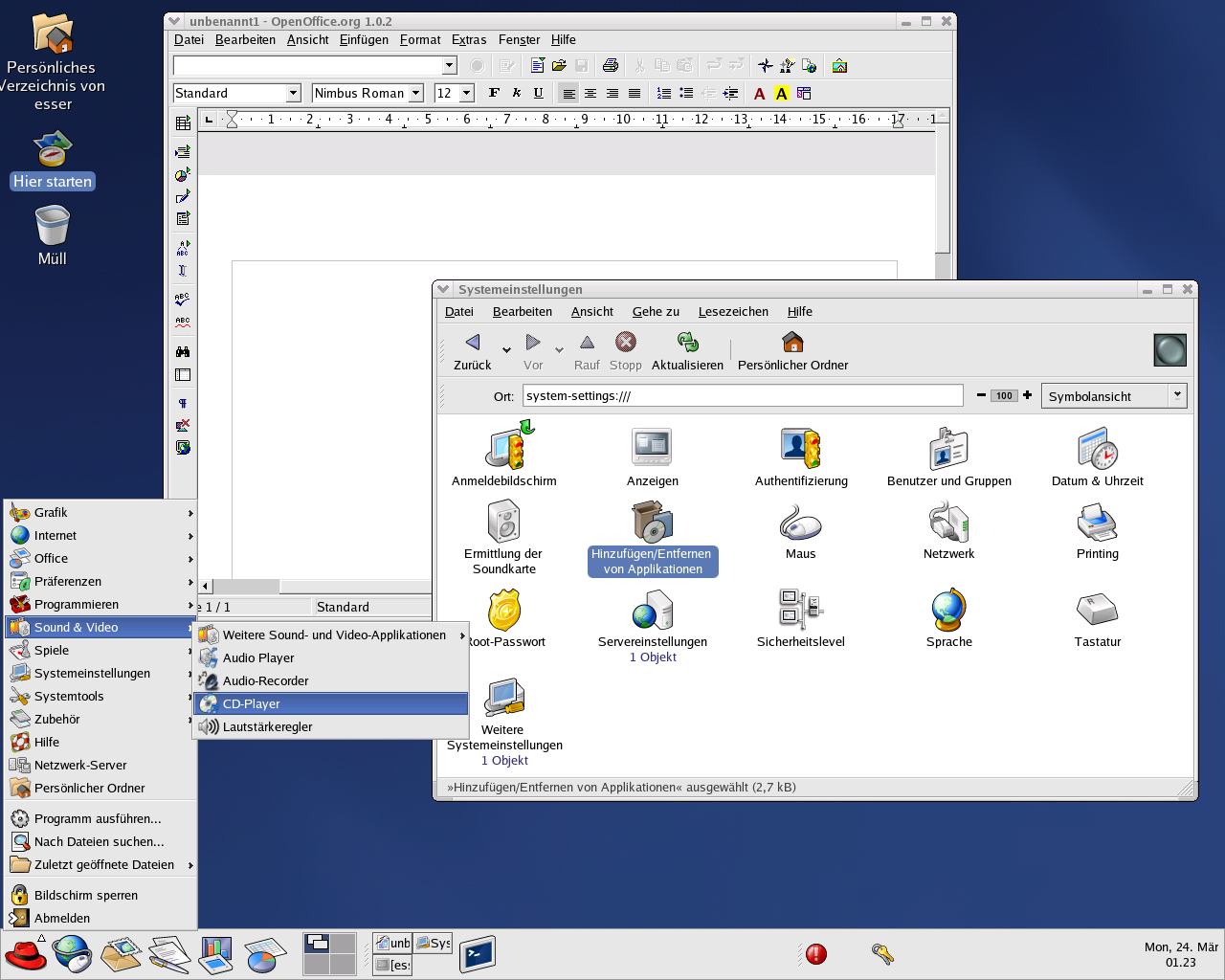
Red Hat Linux

Red Hat Linux wurde mit einem grafischen Installer mit dem Namen Anaconda installiert, der auch für Einsteiger leicht bedienbar ist. Für die Konfiguration der integrierten Firewall gab es das eingebaute Tool Lokkit. Das Desktop-Design war beherrscht vom viel gelobten als auch kritisierten Desktop Theme Bluecurve, das ein einheitliches Look and Feel unter Gnome und KDE ermöglichen sollte.
Der 1995 für Red Hat Linux 2.0 entwickelte RPM Package Manager, der ursprünglich Red Hat Package Manager hieß, war für alle nachfolgenden RHL-Versionen für die Paketverwaltung zuständig. RPM wurde von zahlreichen anderen Linux-Distributionen, wie z. B. SUSE, Mageia oder Mandriva Linux übernommen und ist heute Teil des LSB-Standards. Auch einige Unix-Systeme wie z. B. IBM AIX oder Solaris sowie nicht-unixoide Systeme wie Novell NetWare nutzten RPM.
Seit Red Hat Linux 8.0 war Red Hat dazu übergegangen, nur noch Software einzubinden, die vollständig frei ist. Aus diesem Grund fehlten zum Beispiel die Fähigkeiten MP3-Dateien abzuspielen oder auf NTFS-Partitionen zuzugreifen, da diese patentierte Verfahren beinhalteten.
Eine weitere Besonderheit stellte die mit Red Hat Linux 8 erfolgte Umstellung auf UTF-8 dar. Red Hat Linux war damit eine der ersten Distributionen, die konsequent auf diese Zeichenkodierung und Unicode setzte.
Red Hat Linux prägte indirekt, durch seine Innovationen, die Weiterentwicklung von vielen anderen Linux-Distributionen jener Zeit maßgeblich.

## Versionen
Die Release-Daten beziehen sich auf die öffentlichen Ankündigungen in der Newsgroup comp.os.linux.announce, und nicht auf die tatsächliche Verfügbarkeit im Handel. Für mehr Informationen über die Versionsnamen siehe Fedora- und Red-Hat-Versionsnamen.
| Version | Name         | Datum              | Anmerkungen                                                    |
| ------- | ------------ | ------------------ | -------------------------------------------------------------- |
| 1.0     | Mother’s Day | 3. November 1994   |                                                                |
| 1.1     | Mother’s Day | 1. August 1995     |                                                                |
| 2.0     | –            | 20. September 1995 |                                                                |
| 2.1     | –            | 23. November 1995  |                                                                |
| 3.0.3   | Picasso      | 1. Mai 1996        | ab 3.0.3 mit Alpha-Prozessor-Unterstützung                     |
| 4.0     | Colgate      | 8. Oktober 1996    | ab 4.0 mit Sun-SPARC-Unterstützung                             |
| 4.1     | Vanderbilt   | 3. Februar 1997    |                                                                |
| 4.2     | Biltmore     | 19. Mai 1997       |                                                                |
| 5.0     | Hurricane    | 1. Dezember 1997   |                                                                |
| 5.1     | Manhattan    | 22. Mai 1998       |                                                                |
| 5.2     | Apollo       | 2. November 1998   |                                                                |
| 6.0     | Hedwig       | 26. April 1999     |                                                                |
| 6.1     | Cartman      | 4. Oktober 1999    |                                                                |
| 6.2     | Zoot         | 3. April 2000      |                                                                |
| 7.0     | Guinness     | 25. September 2000 |                                                                |
| 7.1     | Seawolf      | 16. April 2001     |                                                                |
| 7.2     | Enigma       | 22. Oktober 2001   |                                                                |
| 7.3     | Valhalla     | 6. Mai 2002        |                                                                |
| 8.0     | Psyche       | 30. September 2002 |                                                                |
| 9       | Shrike       | 31. März 2003      | Version „9“, nicht „9.0“. letzte Version, von Fedora abgelöst. |

### Das Ende von Red Hat Linux
Ende April 2004 beendete Red Hat den Support für alle Red Hat Linux-Versionen, um sich vollständig auf den Unternehmensbereich und RHEL zu konzentrieren. Aus der Code-Basis von RHL 9 war 2003 Fedora Core 1 entstanden. Die weitere kostenfreie Versorgung der bestehenden RHL-Versionen mit Patches stellte Fedora durch Fedora Legacy bis 2006 sicher. Daneben bot Red Hat nach dem Erwerb einer Progeny-Lizenz Support für RHL 8 und 9 bis ins Jahr 2011.